# 名駅南地域エネルギーセンター

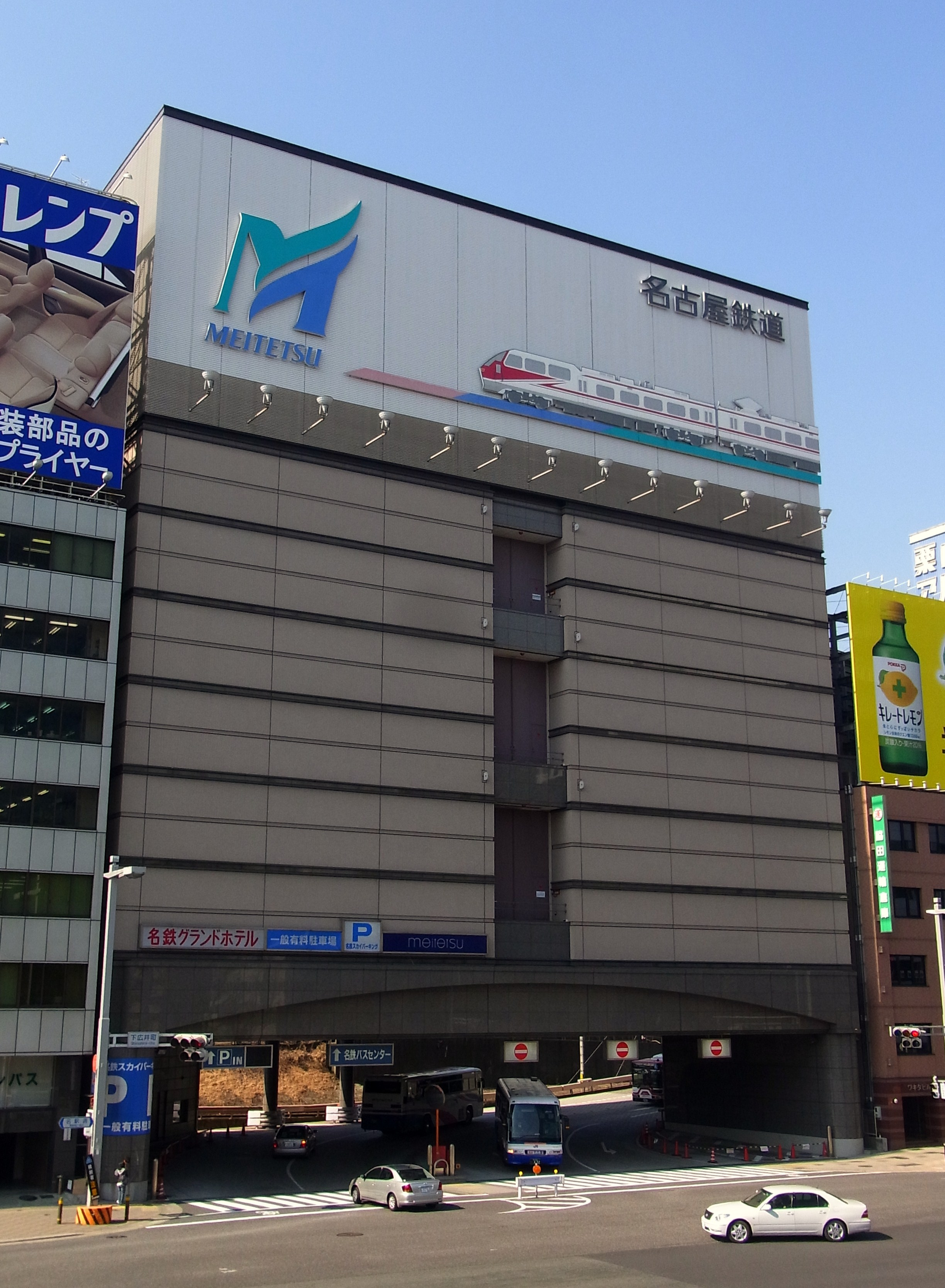
名駅南地域エネルギーセンター

名駅南地域エネルギーセンター（めいえきみなみちいきエネルギーセンター）は、愛知県名古屋市中村区名駅にある地域冷暖房プラントである。東邦ガスが運営している。

## 概要
名駅南地域の建物は空調熱源の更新が必要となり、建物の営業活動を止めることなく設備更新を実施するために、熱源を集中化させる地域熱供給が導入されることになり、1998年12月に供給を開始した。
既築建物に係る導入であることから、熱源を集中化するため名鉄バスセンターを利用したプラント設計となっている。名鉄バスセンターや名鉄スカイパーキングの出入口にあたる車路の上部を専用建屋とし、地域導管を車路に治った直埋設方式またはバスターミナルビルの地階天架方式を採っている。
都市ガスを熱源としたシステムを採用しており、3,000kWのガスタービンコージェネレーションで発電し、名鉄ビル、名古屋近鉄ビル、名鉄バスターミナルビル、大手町建物名古屋駅前ビル、日本生命笹島ビルに供給するとともに、排熱を回収することで省エネルギーを図っている。